# 山梨県道109号善光寺線
山梨県道109号善光寺線（やまなしけんどう109ごう ぜんこうじせん）は、山梨県甲府市の甲斐善光寺と国道411号を結ぶ一般県道である。善光寺通りとも呼ばれる。

## 概要

### 路線データ
- 起点：山梨県甲府市善光寺町（善光寺交差点＝山梨県道6号甲府韮崎線交点）
- 終点：山梨県甲府市善光寺1丁目（善光寺入口交差点＝国道411号交点）

## 通過する自治体
- 山梨県甲府市

## 交差・接続する道路
- 山梨県道6号甲府韮崎線〈山の手通り〉（善光寺交差点）
- 国道411号〈城東通り〉（善光寺入口交差点）

## 周辺
- 甲斐善光寺
- 甲府市立里垣小学校
- JR身延線 善光寺駅

## 別名
- 善光寺通り（甲府市）